# Židovský hřbitov v Hořepníku
Židovský hřbitov v Hořepníku, doložený k roku 1636, leží na jihozápadě obce Hořepník, asi 300 m od náměstí Profesora Bechyně, na pravé straně ulice V Palestině vedoucí podél říčky Trnava ze vsi jihozápadním směrem. Je chráněn jako kulturní památka České republiky.
Na ploše 1577 m2 se dochovalo 220 náhrobních kamenů (macev) s nejstarším čitelným z roku 1649. Ve východním rohu stojí jednoduchá márnice, ve středu plochy je vyvýšenina vzniklá údajně pohřby ve vrstvách. V areálu se pohřbívalo do roku 1942.